# Elizabeth Rivers
Elizabeth Rivers (Hertfordshire, Anglaterra, 5 d'agost de 1903 - 1964) va ser una pintora, gravadora i il·lustradora irlandesa.
Va estudiar a la Universitat de Londres, on va treballar amb Edmund J. Sullivan. El 1926 va guanyar una beca per a les escoles de l'Acadèmia Britànica, on va continuar la seva formació amb professors com Walter Richard Sickert. Es va traslladar a París el 1931 per continuar el seu aprenentatge artístic amb pintors com André Lhote o Gino Severini. El 1932 se la considerava a part del «Grup Twenties» i ja havia exposat a la Galeria Wertheim a Londres.
Va ser després d'això que la seva família es va traslladar a viure a les illes Aran, a Irlanda. El seu primer llibre This Man va ser publicat per The Guyon House Press el 1939 i va ser escrit mentre es trobava a Aran. També va escriure un altre llibre titulat Stranger in Aran publicat el 1946. També durant aquests anys feia exposicions a la Reial Acadèmia Hibernian i va publicar alguns dels seus gravats en xilografia.
A excepció d'un breu període durant la Segona Guerra Mundial i durant el 1955 Rivers va viure a Irlanda on també va treballar amb Evie Hone en dissenys per a vitralls. Durant la Segona Guerra Mundial va viure a Londres i va treballar com a vigilant contra incendis durant els bombardejos. També va realitzar exposicions al Club d'Art Anglàs i a la Royal Academy of Arts.
Està enterrada a l'església de Saint Maelruain, a Tallaght.